# Christian Cooke (Schauspieler)

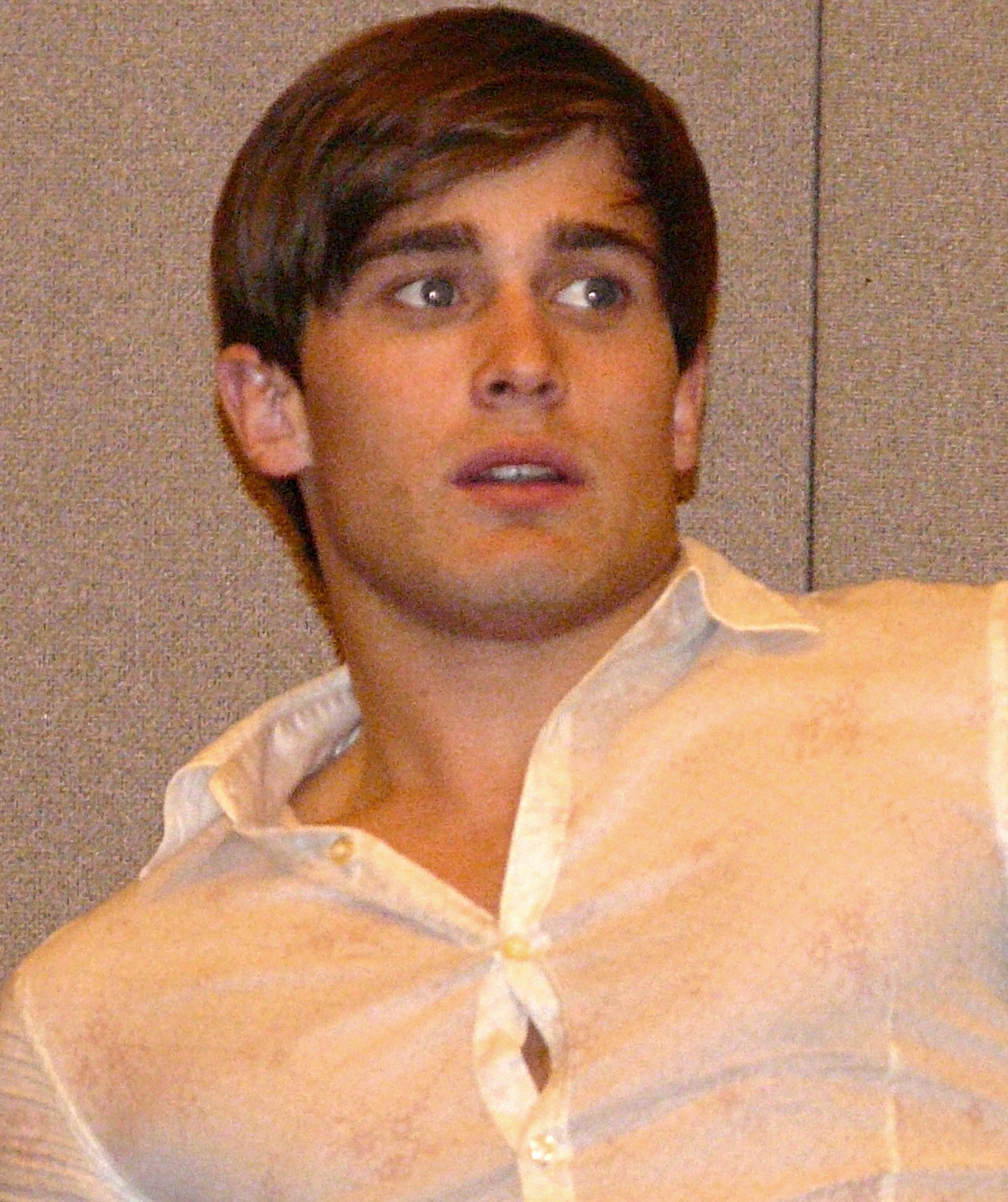
Christian Cooke (2008)

Christian Louis Cooke (* 15. September 1987 in Leeds, West Yorkshire, England) ist ein britischer Schauspieler.

## Leben und Karriere
Christian Cooke wuchs zusammen mit seinem älteren Bruder und seiner jüngeren Schwester in Leeds auf. In seiner Schulzeit besuchte er die St Mary’s School, Menston und das Bingley Arts Centre. Seine Schauspielkarriere begann er im Alter von zehn Jahren. Sein erster Fernsehauftritt war eine Rolle in einem Werbespot für Birds Eye beef burgers.
Seine erste Serienrolle hatte Cooke von 1999 bis 2000 in der Serie Wilmot. Es folgte ein Auftritt in der Seifenoper Doctors. Von 2000 bis 2006 verkörperte er in der auf ITV ausgestrahlten Serie Where the Heart Is den Luke Kirkwall. 2007 hatte er einen Gastauftritt in George Gently – Der Unbestechliche sowie die Rolle des Liam Higgins in der Serie The Chase inne. Cooke schaute 2008 auch für zwei Folgen bei Doctor Who vorbei. 2011 war er in einer Hauptrolle in der Miniserie Gelobtes Land  zu sehen. Von 2012 bis 2013 gehörte er dem Hauptcast der Starz-Fernsehserie Magic City an. Anfang Mai 2014 wurde seine Verpflichtung für die Serie Witches of East End bekannt. Dort verkörpert er Frederick Beauchamp, den Seriensohn von Julia Ormonds Serienfigur Joanna. Seit 2015 spielt er eine der Hauptrollen in der Serie The Art of More – Tödliche Gier.

## Filmografie (Auswahl)
- 1999–2000: Wilmot (Fernsehserie, 13 Folgen)
- 2000–2006: Where the Heart Is (Fernsehserie, 68 Folgen)
- 2004: Barking! (Fernsehserie, Folge 1x04)
- 2006: Doctors (Seifenoper)
- 2007: George Gently – Der Unbestechliche (Inspector George Gently, Fernsehserie)
- 2007: The Chase (Fernsehserie, 9 Folgen)
- 2007: The Royal (Fernsehserie, Folge 6x07)
- 2007: Robin Hood (Fernsehserie, Folge 2x04)
- 2008: Echo Beach (Fernsehserie 12 Folgen)
- 2008: Doctor Who (Fernsehserie, 2 Folgen)
- 2009: Demons (Miniserie, 6 Folgen)
- 2009: Trinity (Fernsehserie, 8 Folgen)
- 2010: Cemetery Junction
- 2011: Gelobtes Land (The Promise, Miniserie, 4 Folgen)
- 2012: Owens erste Liebe (Unconditional)
- 2012–2013: Magic City (Fernsehserie, 16 Folgen)
- 2013: Romeo und Julia (Romeo and Juliet)
- 2014: Witches of East End (Fernsehserie, 13 Folgen)
- 2014: Love, Rosie – Für immer vielleicht (Love, Rosie)
- 2015: The Art of More – Tödliche Gier (The Art of More, Fernsehserie)
- 2020: Barkskins (Fernsehserie)
- 2024: Rematch (Fernsehserie)
- 2025: Plainclothes